# NGC 2532
NGC 2532 è una galassia a spirale (barrata?) situata nella costellazione della Lince, a una distanza di circa 262 milioni di anni luce dalla nostra Via Lattea.

## Scoperta
La galassia è stata scoperta il 5 febbraio 1788 dall'astronomo britannico di origine tedesca William Herschel.

## Descrizione
NGC 2532 ha una classe di luminosità III e presenta una larga riga a 21 cm dell'idrogeno neutro.
Le immagini realizzate nel corso dell'indagine Sloan Digital Sky Survey (SDSS) non permettono di indicare chiaramente la presenza di una barra centrale, riportata da alcune fonti. Il sito NASA/IPAC la classifica come galassia a spirale intermedia (SAB(rs)c, e la considera una galassia attiva. Inoltre la qualifica come galassia di campo, cioè una galassia che non appartiene ad alcun ammasso o gruppo di galassie ed è quindi gravitazionalmente isolata.

## Supernova
Due supernove sono state scoperte all'interno di NGC 2532: SN 1999gb e SN 2002hn.

### SN 1999gb
La supernova è stata scoperta il 22 novembre 1999 da A. Friedman e W. D. Li dell'Università della California - Berkeley nel corso del programma LOSS (Lick Observatory Supernova Search) dell'Osservatorio Lick. La supernova è stata classificata di tipo IIn.

### SN 2002hn
La supernova è stata scoperta il 5 novembre 2002 da D. Hutchings e W. Li dell'Università della California - Berkeley nel corso del programma LOTOSS dell'Osservatorio Lick. La supernova è stata classificata di tipo Ic.